# Aziatische kleine groene bijeneter
De Aziatische kleine groene bijeneter (Merops orientalis) is een bijeneter die voorkomt in  Zuid- en Zuidoost-Azië.

## Kenmerken
De vogel is 16 tot 18 cm lang, de verlengde buitenste staartpennen zijn ongeveer 10 cm lang. De vogel weegt slechts 15 tot 20 gram, het is een kleine soort bijeneter. De viert ondersoorten vertonen verschillen in verenkleed, vooral de kleuren op de kruin en de keel. De nominaat M. o. orientalis is overwegend groen, met een bronskleurige metaalglans. De kruin en nek zijn goudkleurig met een groene glans, de "wangen" zijn blauw en door het oog loopt een zwarte band. De keel is blauw en wordt begrensd door een smalle zwarte band met daaronder weer groen. .

## Verspreiding en leefgebied
Er worden vier ondersoorten onderscheiden:
- M. o. beludschicus: van Zuid-Iran tot Noordwest-India.
- M. o. orientalis: van West-India tot Bangladesh.
- M. o. ceylonicus: Sri-Lanka.
- M. o. ferrugeiceps: van Noordoost-India tot Zuid- en Midden-China en Indochina.

Het leefgebied bestaat uit half open, droge landschappen met verspreide bomen, vaak op een kale zandige ondergrond, maar ook in sterk begraasd gebied en droge rivierbeddingen met doornig struikgewas, verder in agrarisch gebied zoals dadelpalmplantages. In India komt de vogel voor tot op 2500 m boven zeeniveau.

## Status
De grootte van de populatie is niet gekwantificeerd. Men veronderstelt dat de soort in aantal vooruit gaat. Om deze redenen staat de kleine groene bijeneter als niet bedreigd op de Rode Lijst van de IUCN.

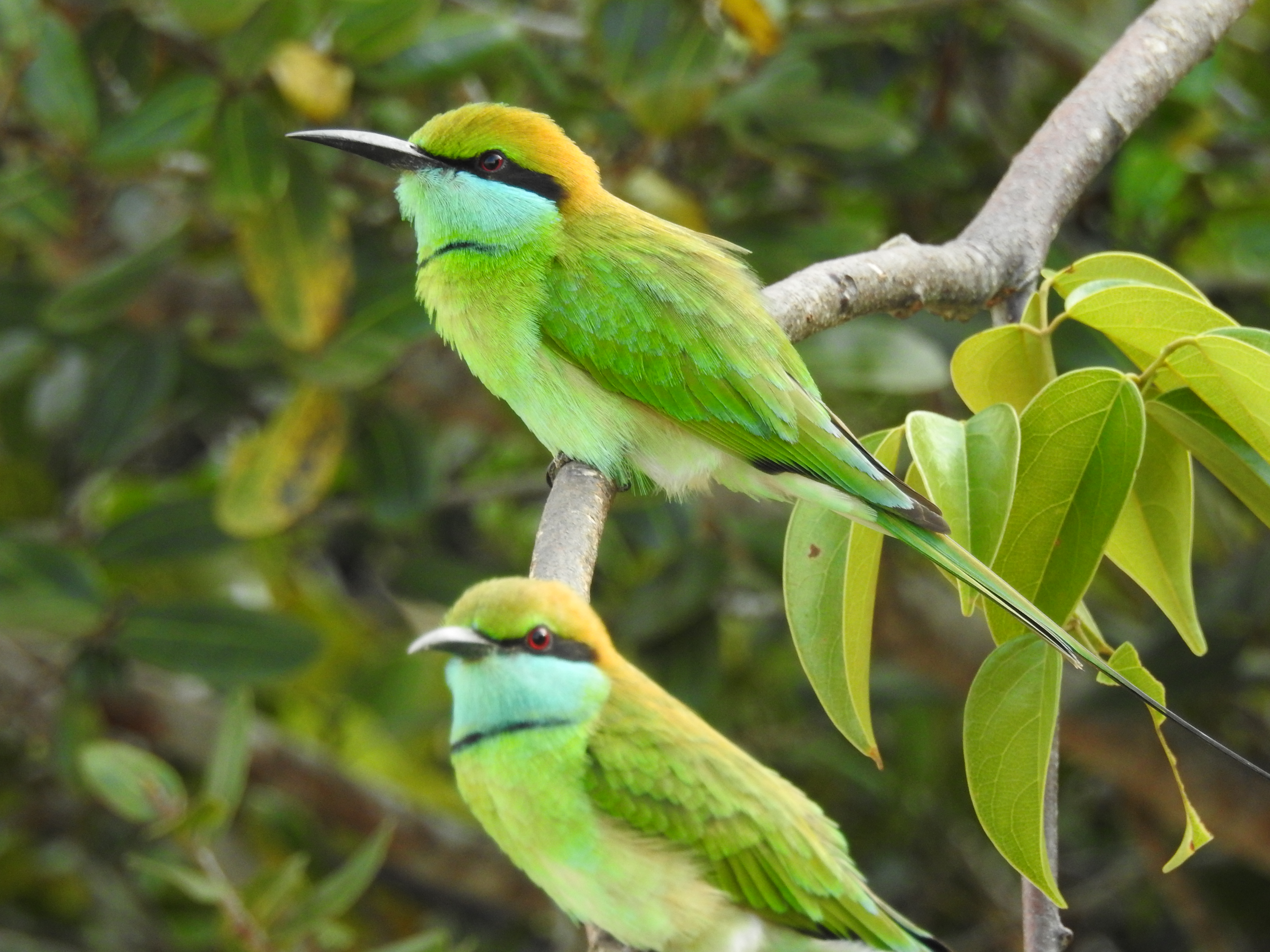
M. o. orientalis
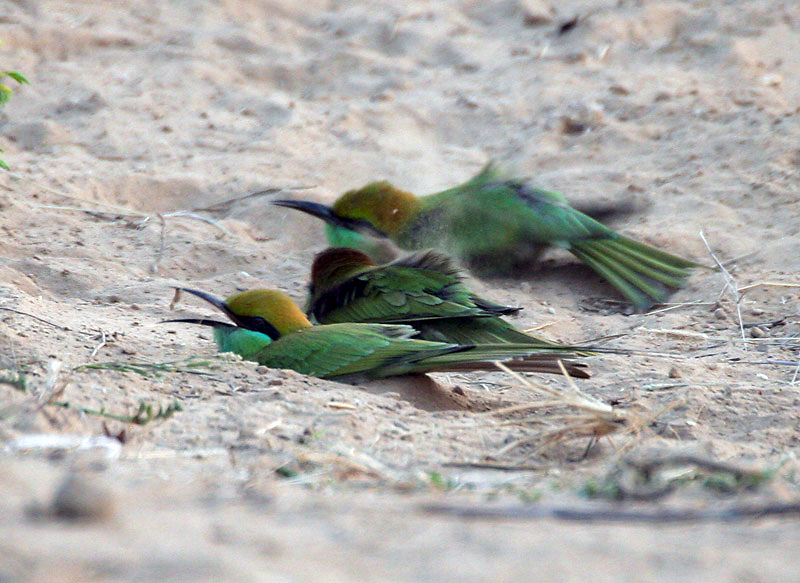
Kleine groene bijeneters nemen zandbad.